# Antiguo (Lovecraft)

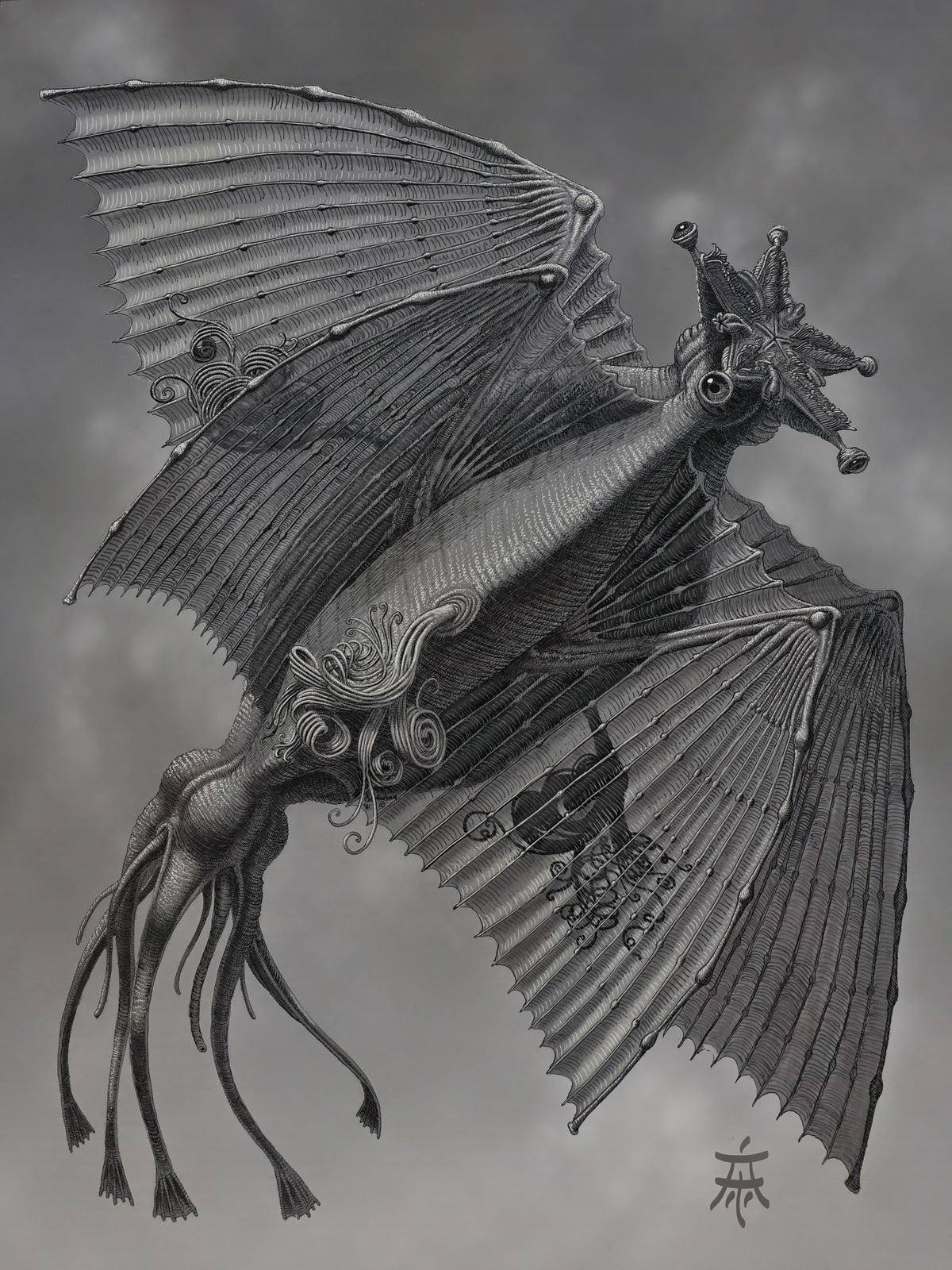
Un espécimen Antiguo.

Los Antiguos (también llamados Primigenios) son criaturas ficticias creadas por Lovecraft; aparecen por primera vez, aunque no son nombrados, en el relato Los sueños en la casa de la bruja. También aparecen referencias adicionales en el relato La sombra fuera del tiempo, siendo la novela En las Montañas de la Locura la principal fuente de información sobre ellos. Constituyen parte de los llamados Mitos de Cthulhu.
Aunque son mencionados varias veces, no son especialmente comunes.

## Resumen
Mide seis pies de longitud, y tres pies y cinco décimos de diámetro central y disminuye hasta un pie en cada extremo. Parece un barril con cinco camellones en lugar de duelas. Roturas laterales, como tallos a mitad de los camellones. En los surcos llamativas excrecencias: crestas o alas que se despliegan como abanicos... que llegan a siete pies al estar extendidas.

—H.P. Lovecraft, "En las Montañas de la Locura".
Estos seres fueron los primeros en colonizar la Tierra, aproximadamente en la época Neoproterozoico. Tienen la apariencia de un barril ovalado con cinco aristas, dentro de cada una se encuentra un ala. Tanto arriba como abajo poseen apéndices en forma de estrella, con cinco puntas. El superior presenta una boca y un ojo en cada extremidad, y un par de cilios. La inferior posee las cinco extremidades que usan para moverse. En el ecuador del "torso", a distancias equitativas entre sí, se extienden tres extremidades que se ramifican en varias más, que usan como brazos y manos.
Presentan características vegetales, tanto fisiológicamente como en la alimentación y reproducción, que también presentan características animales. Pueden consumir sustancias orgánicas e inorgánicas, pero tienen tendencias carnívoras. Poseen cinco lóbulos. Son anfibios.

## Historia
Después de llegar a la Tierra crearon grandes ciudades alrededor de todo el mundo, tanto en tierra firme como en las profundidades de los océanos. En este momento crearon los seres llamados Shoggoths mediante ingeniería genética. Se cree que pueden haber sido responsables por el surgimiento de vida en el planeta en este punto. Luego de un tiempo los Shoggoths se rebelaron contra sus maestros, lo que contribuyó a su caída.
En este período tuvieron guerras con los demás seres extraterrestres que llegaron posteriormente al planeta Tierra, como la Semilla Estelar de Cthulhu, la Gran Raza de Yith y los Mi-go. Esto, sumado a la rebelión de los Shoggoths y el continuo enfriamiento previo a la edad de hielo, los forzó a retirarse a los océanos, como una raza casi extinta.
En el presente son una raza escasa, y mantienen un pequeño conflicto con los Profundos. Su última ciudad terrestre en pie se encuentra deshabitada en una meseta en la Antártida, congelada y habitada solo por algunos Shoggoths. Esta fue encontrada por dos miembros de una expedición científica de la Universidad de Miskatonic. En el juego de rol La Llamada de Cthulhu esta ciudad es reencontrada por una expedición de la Alemania Nazi enviada para explorar el área de Nueva Suabia.